# 打了就跑战术

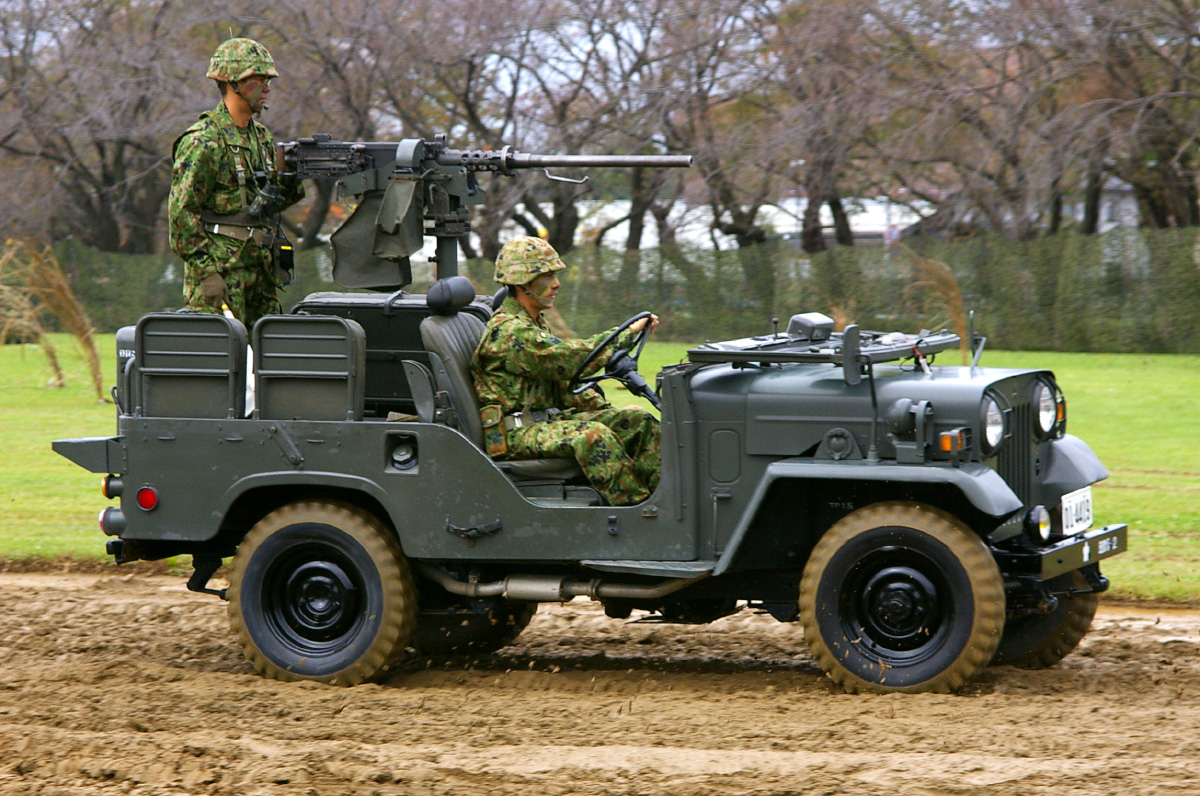
日本陆上自卫队军用轻型卡车，配备一挺重机枪，用于反人员骚扰行动。

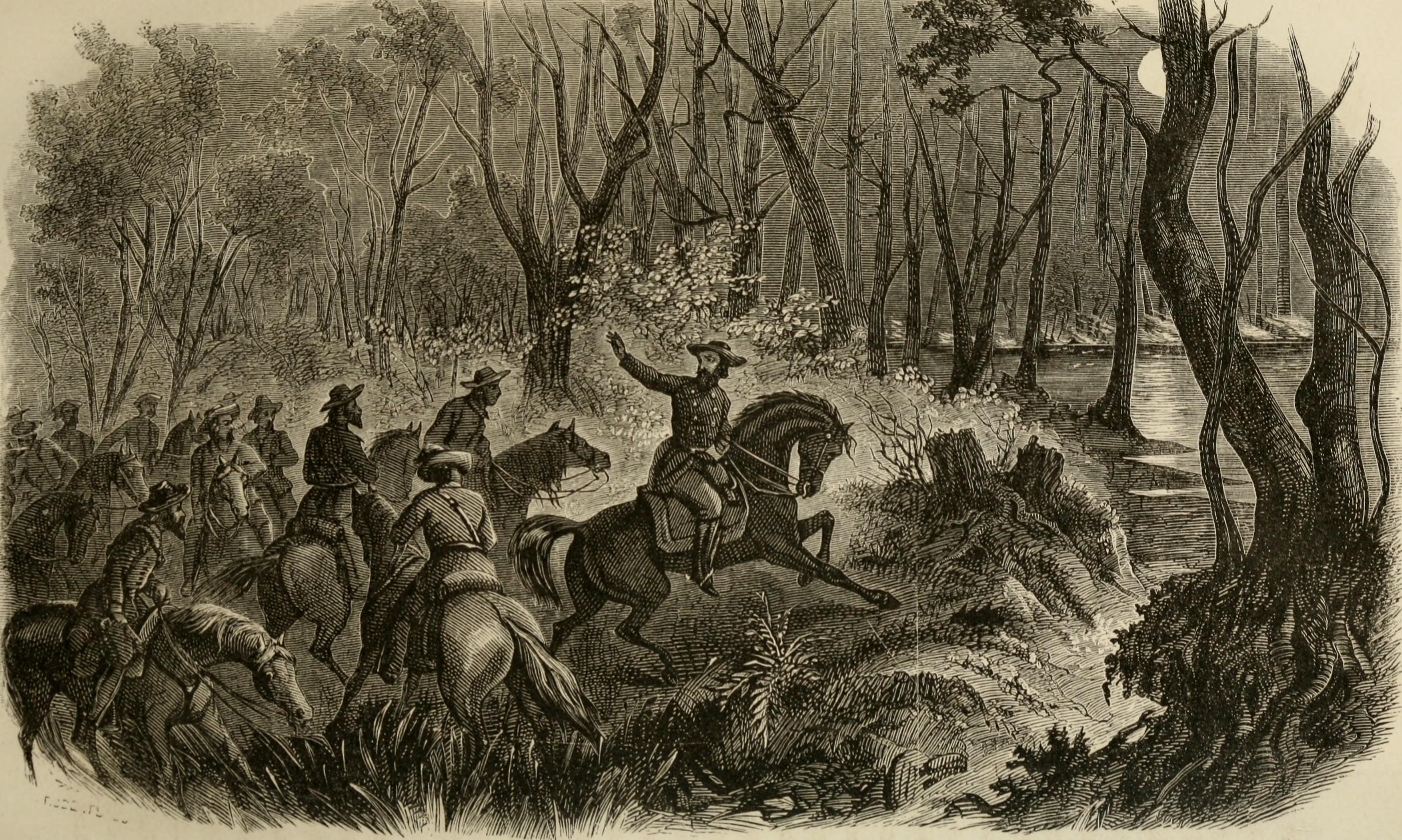
在七日战役中，杰布·斯图尔特的骑兵使用打了就跑的战术对乔治·麦克莱伦的军队进行了一系列突袭。

打了就跑战术（英語：Hit-and-run tactics）是一种战术学说，利用快速的奇袭，在敌人还来不及做出强力反应之前撤退，并不断机动以避免与敌人全面交战。目的不是决定性地击败敌人或夺取领土，而是通过突袭、骚扰和小规模战斗逐渐削弱敌军，并限制友军的风险。这种战术还可以暴露敌人的防御弱点，对敌人的士气产生心理影响。
打了就跑是一种受较弱势一方欢迎的战术。在这种情况下，要避免任何持续的战斗，例如游击战、武装抵抗运动和恐怖主义。然而，正规军经常在短期内采用打了就跑战术，通常是为以后在条件更有利的时间和地点与敌人全面交战做准备。后者的例子包括突击队或其他特种部队的攻击、武装侦察，或从堡垒、城堡或其他据点出击。打了就跑的战术也被欧亚草原民族擅长这种战术的轻武装骑射手使用。虽然这种情况对于不属于大型军队的部队（例如侦察队）来说尤为明显，但即使作为主要部队的一部分，也很常见使用此种战术。

## 历史使用
罗马人在卢西塔尼亚战争中首次遇到这种战术，在这场战争中，卢西塔尼亚人使用了称为concursare的战术。卢西塔尼亚人冲击罗马人的阵线，并在短暂的交战甚至是没有交战的情况下撤退，并以类似的方式发动更多攻击。这诱使罗马军队打破阵型发起追击，并被引向陷阱和埋伏。
塞尔柱人在曼齐刻尔特战役中战胜拜占庭帝国的战斗中，塞尔柱人骑兵采用了打了就跑战术，并使得拜占庭军队陷入混乱。而一旦他们开始撤退，则就变成了待宰羔羊。同样，早期的帕提亚和萨珊波斯骑射手也为他们的铁甲骑兵的进攻铺平了道路，并在卡雷战役和埃德萨战役中取得了决定性的胜利。打了就跑的战术的使用甚至可以追溯到更早的中亚游牧民族斯基泰人，他们用这种战术对付大流士大帝的波斯阿契美尼德帝国，后来又对付亚历山大大帝的马其顿帝国。土耳其将军拜巴尔斯在艾因扎鲁特战役中也成功地使用了打了就跑战术，这令迅速扩张的蒙古帝国遭受了其第一次失败。 在北美殖民地战争期间，法国人的人数被印第安人远远超过，但法国人有效地利用了打了就跑战术进行突袭。在土耳其独立战争中，土耳其人在正规军尚未建立之前，就以打了就跑的战术与希腊人作战。希瓦吉及其继任者领导下的马拉塔帝国也对莫卧儿帝国采取了打了就跑战术。
在越南战争期间，越共军队广泛对美军使用打了就跑战术。在苏阿战争期间，叛军在阿富汗也使用了这种战术。各种伊拉克叛乱组织也对伊拉克安全部队和美国领导的伊拉克联军使用了打了就跑的战术。在此类行动中经常使用称为“武装皮卡”的简易战车。在乌俄战争期间，乌克兰武装部队也成功利用此战术多次击败进犯的俄军。

## 在经济学中
“打了就跑”一词在经济学中也用于描述进入市场以获得异常利润然后立即离开的公司。这些策略可以在可竞争市场中看到。